# Репродуктивна правда
Појам репродуктивне правде чине, права призната националним законодавством, међународним правом и међународним документима о људским правима те другим усaглашеним документима који се темеље на признавању темељних права свих парова и особа да слободно и одговорно одлучују о томе колико ће деце имати, када и у ком размаку, те да имају потребне информације и могућности да то остваре, као и право да постигну највиши стандард полног и репродуктивног здравља.
Укључује  право на одлучивање о репродукцији без дискриминације, присиле и насиља, као што је наведено у документима о људским правима. Људска права жена укључују право на контролу своје сексуалности те слободно и одговорно одлучивање о питањима која се на то односе, укључујући полно и репродуктивно здравље без присиле, дискриминације и насиља. Равноправни односи између жена и мушкараца у питањима сексуалности и репродукције, уз потпуно уважавање телесног интегритета особе, претпостављају узајамно поштовање, сагласност и заједничку одговорност за сексуално понашање и његове последице.